# Епархия Валенсы
Епархия Валенсы (лат. Dioecesis Valentina in Brasilia) — епархия Римско-католической церкви c центром в городе Валенса, Бразилия. Епархия Валенсы входит в митрополию Сан-Себастьян-до-Рио-де-Жанейро. Кафедральным собором епархии Валенсы является собор Пресвятой Девы Марии.

## История
27 марта 1925 года Римский папа Пий XI издал буллу Ex apostolico officio, которой учредил епархию Валенсы, выделив её из епархии Барра-ду-Пираи-Волта-Редонды.
26 мартя 1960 года епархия Валенсы передала часть своей территории новой епархии Нова-Игуасу.

## Ординарии епархии
- епископ André Arcoverde de Albuquerque Cavalcanti (1.03.1925 — 8.08.1936) — назначен епископом епархии Таубате;
- епископ René de Pontes (13.10.1938 — 2.04.1940);
- епископ Rodolfo das Mercés de Oliveira Pena (3.01.1942 — 9.12.1960);
- епископ José Costa Campos (9.12.1960 — 26.03.1979) — назначен епископом епархии Дивинополиса;
- епископ Amaury Castanho (30.11.1979 — 3.05.1989);
- епископ Elias James Manning (14.03.1990 — по настоящее время).

## Источник
- Annuario Pontificio, Ватикан, 2007
- Булла Ex Apostolico officio, AAS 17 (1925), стр. 516  (лат.)